# Nevesinjsko Polje
Nevesinjsko Polje är en slätt i Bosnien och Hercegovina.   Den ligger i entiteten Republika Srpska, i den södra delen av landet, 60 km söder om huvudstaden Sarajevo.
Omgivningarna runt Nevesinjsko Polje är en mosaik av jordbruksmark och naturlig växtlighet. Runt Nevesinjsko Polje är det ganska tätbefolkat, med 67 invånare per kvadratkilometer.